# Guram Gedechauri
Guram Gedechauri (gruz. გურამ გედეხაური; ros. Гурам Гедехаури; ur. 24 października 1963 w Sarticzali) – gruziński i radziecki zapaśnik w stylu klasycznym. Olimpijczyk z Igrzysk w Seulu 1988, gdzie zajął siódme w kategorii 100 kg.
Złoty medalista mistrzostw świata z 1987 roku. Pierwszy w Pucharze Świata w 1987 roku.
Mistrz ZSRR w 1989, wicemistrz z 1987, 1988 i 1990 roku.